# Wereldkampioenschappen wielrennen 1968
De wereldkampioenschappen wielrennen op de weg van 1968 werden gehouden in het Italiaanse Imola op 31 augustus (dames) en 1 september (profs). Omdat de Olympische Spelen dat jaar in oktober in Mexico plaatsvonden, was besloten om de wereldkampioenschappen voor de amateurs op de baan en op de weg erna te houden, van 1 tot 10 november in Montevideo. Het waren de eerste wielerwereldkampioenschappen in Zuid-Amerika. Er namen slechts weinig Europese renners aan deel.
De wedstrijd voor de profs was 277 kilometer lang. De 31-jarige Italiaan Vittorio Adorni won dit "kampioenschap van de oude vedetten". Jacques Anquetil had samen met een aantal andere, merendeels oudere vedetten (Rolf Wolfshohl, Jan Janssen, Felice Gimondi, Rik Van Looy en Rudi Altig) vooraf een "combine" gevormd met als doel de "kannibaal" Eddy Merckx van de titel te houden. De groep-Anquetil en Merckx neutraliseerden elkaar, en daarvan kon Adorni, Merckx' ploegmaat bij Faema, profiteren om alleen, met een voorsprong van bijna tien minuten, naar de wereldtitel te rijden. Slechts negentien van de 84 gestarte renners reden de wedstrijd uit, waaronder Harrie Steevens (18e) als enige Nederlander.
Keetie Hage werd de eerste Nederlandse wereldkampioene op de weg. Na 55, 187 kilometer won zij de groepsspurt.
De vier broers Pettersson uit Zweden werden voor de tweede maal wereldkampioen op de 100 km-tijdit voor amateurs, begin november in Montevideo. De Zwitsers werden tweede en de Italianen, die door de Zweden waren ingehaald, werden nog derde. De Italiaan Vittorio Marcelli werd op 10 november wereldkampioen op de weg (afstand: 200 km).

## Uitslagen

### Beroepsrenners
| Plaats | Renner             | Land      | Tijd     |
| ------ | ------------------ | --------- | -------- |
| 1      | Vittorio Adorni    | Italië    | 7u27'39" |
| 2      | Herman Vanspringel | België    | +9'51"   |
| 3      | Michele Dancelli   | Italië    | +10'18"  |
| 4      | Franco Bitossi     | Italië    | z.t.     |
| 5      | Vito Taccone       | Italië    | z.t.     |
| 6      | Felice Gimondi     | Italië    | z.t.     |
| 7      | Raymond Poulidor   | Frankrijk | z.t.     |
| 8      | Eddy Merckx        | België    | z.t.     |
| 9      | Jean Jourden       | Frankrijk | z.t.     |
| 10     | Lucien Aimar       | Frankrijk | z.t.     |

### Amateurs
| Plaats | Renner             | Land     | Tijd     |
| ------ | ------------------ | -------- | -------- |
| 1      | Vittorio Marcelli  | Italië   | 5u00'03" |
| 2      | Luis-Carlos Florès | Brazilië |          |
| 3      | Erik Pettersson    | Zweden   |          |

### Dames
| Plaats | Renner          | Land        | Tijd     |
| ------ | --------------- | ----------- | -------- |
| 1      | Keetie Hage     | Nederland   | 1u29'36" |
| 2      | Bayba Tsaune    | Sovjet-Unie | z.t.     |
| 3      | Morena Tartagni | Italië      | z.t.     |

### Ploegentijdrit amateurs
| Plaats | Land        | Renners                                                             | Tijd |
| ------ | ----------- | ------------------------------------------------------------------- | ---- |
| 1      | Zweden      | Erik Pettersson/Gösta Pettersson/ Sture Pettersson/Tomas Pettersson | ?    |
| 2      | Zwitserland | Bruno Hubschmid/Robert Thalmann/ Walter Burki/Erich Spahn           | ?    |
| 3      | Italië      | Vittorio Marcelli/Flavio Martini/ Giovanni Bramucci/Benito Pigato   | ?    |

1921 · 
1922 · 
1923 · 
1924 · 
1925 · 
1926 · 
1927 · 
1928 · 
1929 · 
1930 · 
1931 · 
1932 · 
1933 · 
1934 · 
1935 · 
1936 · 
1937 · 
1938 · 
1946 · 
1947 · 
1948 · 
1949 · 
1950 · 
1951 · 
1952 · 
1953 · 
1954 · 
1955 · 
1956 · 
1957 · 
1958 · 
1959 · 
1960 · 
1961 · 
1962 · 
1963 · 
1964 · 
1965 · 
1966 · 
1967 · 
1968 · 
1969 · 
1970 · 
1971 · 
1972 · 
1973 · 
1974 · 
1975 · 
1976 · 
1977 · 
1978 · 
1979 · 
1980 · 
1981 · 
1982 · 
1983 · 
1984 · 
1985 · 
1986 · 
1987 · 
1988 · 
1989 · 
1990 · 
1991 · 
1992 · 
1993 · 
1994 · 
1995 · 
1996 · 
1997 · 
1998 · 
1999 · 
2000 · 
2001 · 
2002 · 
2003 · 
2004 · 
2005 · 
2006 · 
2007 · 
2008 · 
2009 ·
2010 · 
2011 · 
2012 · 
2013 · 
2014 · 
2015 · 
2016 · 
2017 · 
2018 · 
2019 · 
2020 ·
2021 ·
2022 ·
2023 ·
2024 ·
2025 ·
2026